# Pomniki przyrody w Bydgoszczy

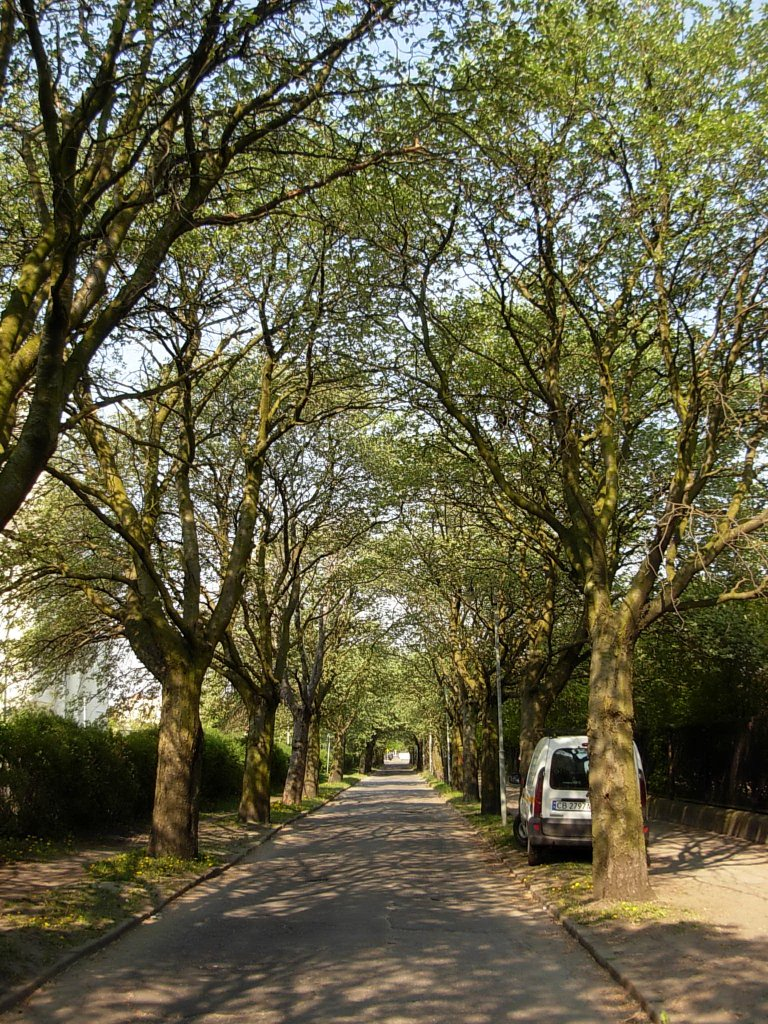
Aleja 45 jarzębów szwedzkich – pomnik przyrody

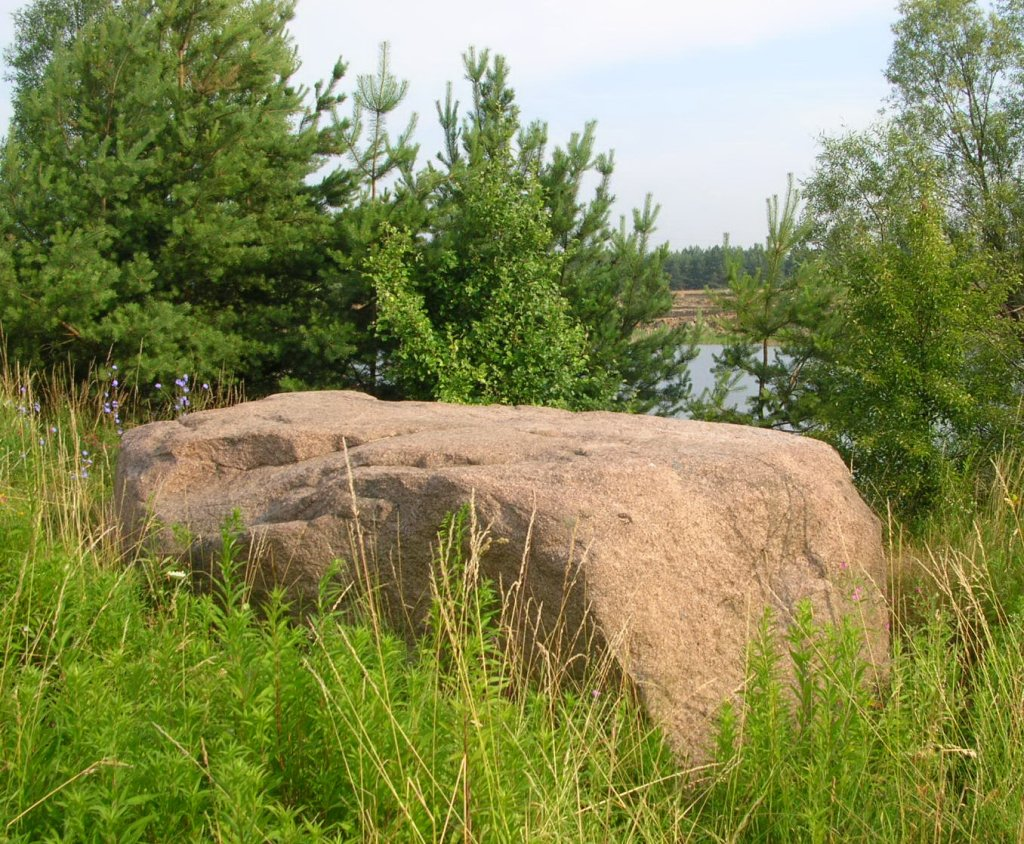
Głaz „Wojciech” w Fordonie

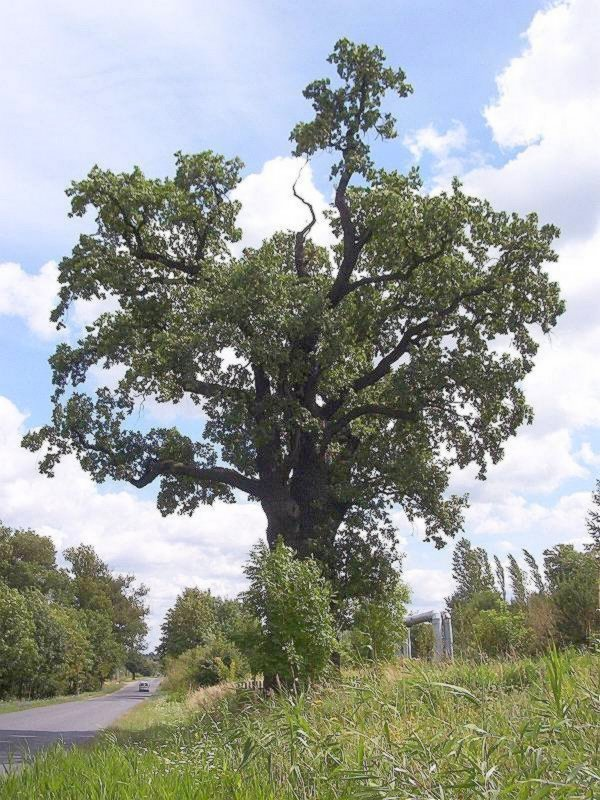
500-letni dąb „Bartek” o obwodzie 625cm – najstarsze drzewo w Bydgoszczy

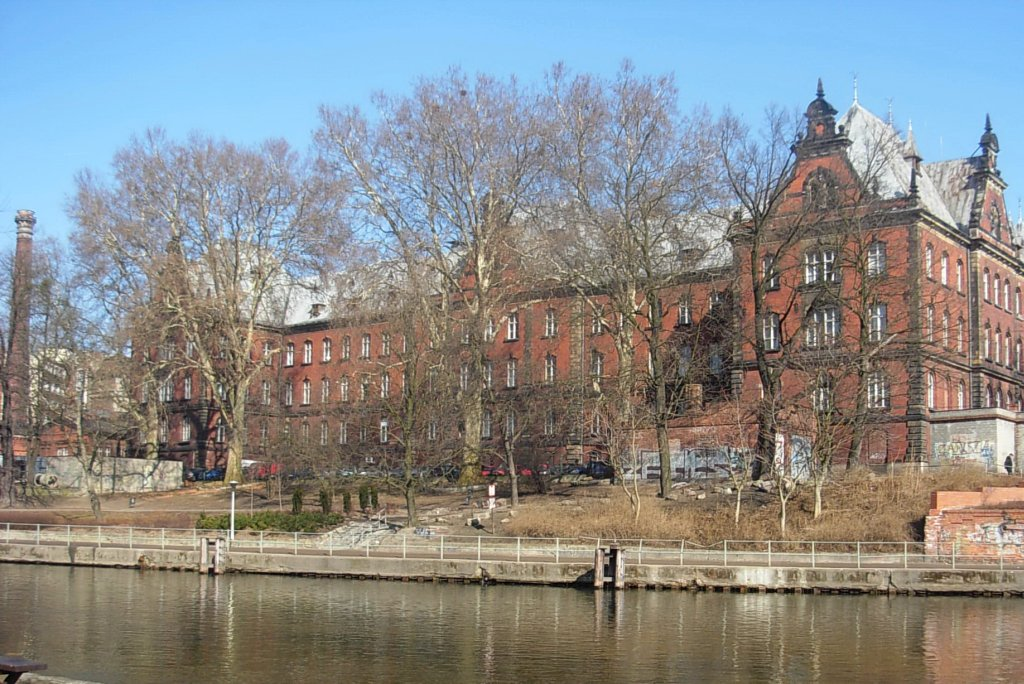
Cztery platany pomniki przyrody za budynkiem Regionalnej Dyrekcji Ochrony Środowiska

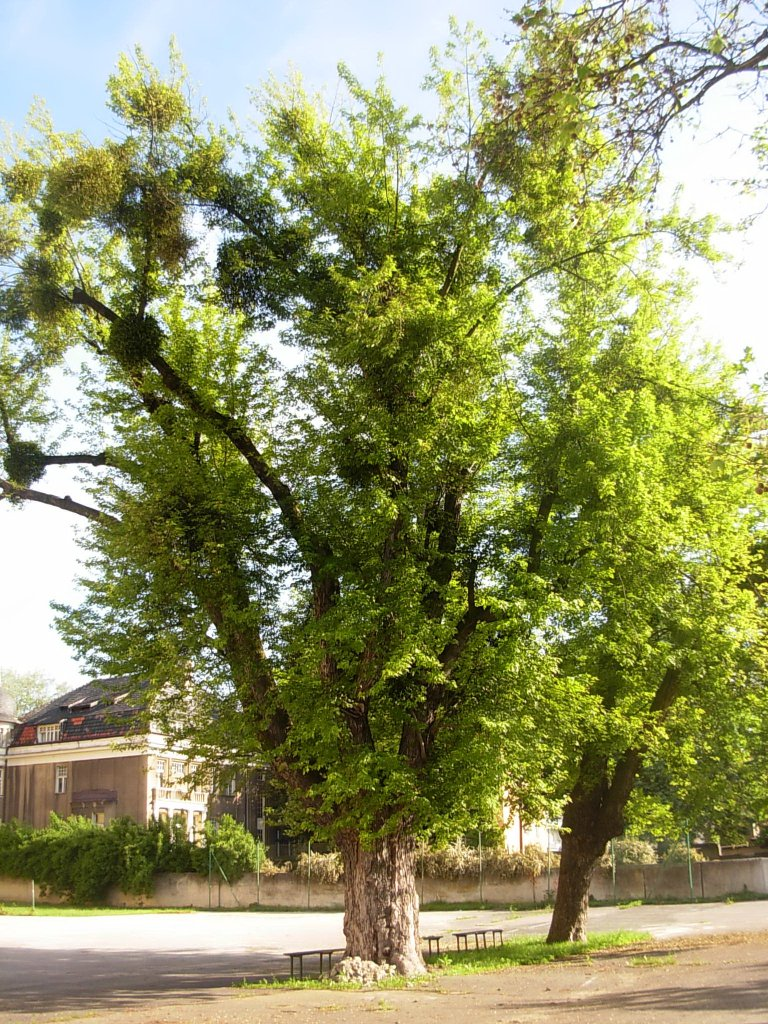
Jeden z pomnikowych klonów srebrzystych na terenie Copernicanum

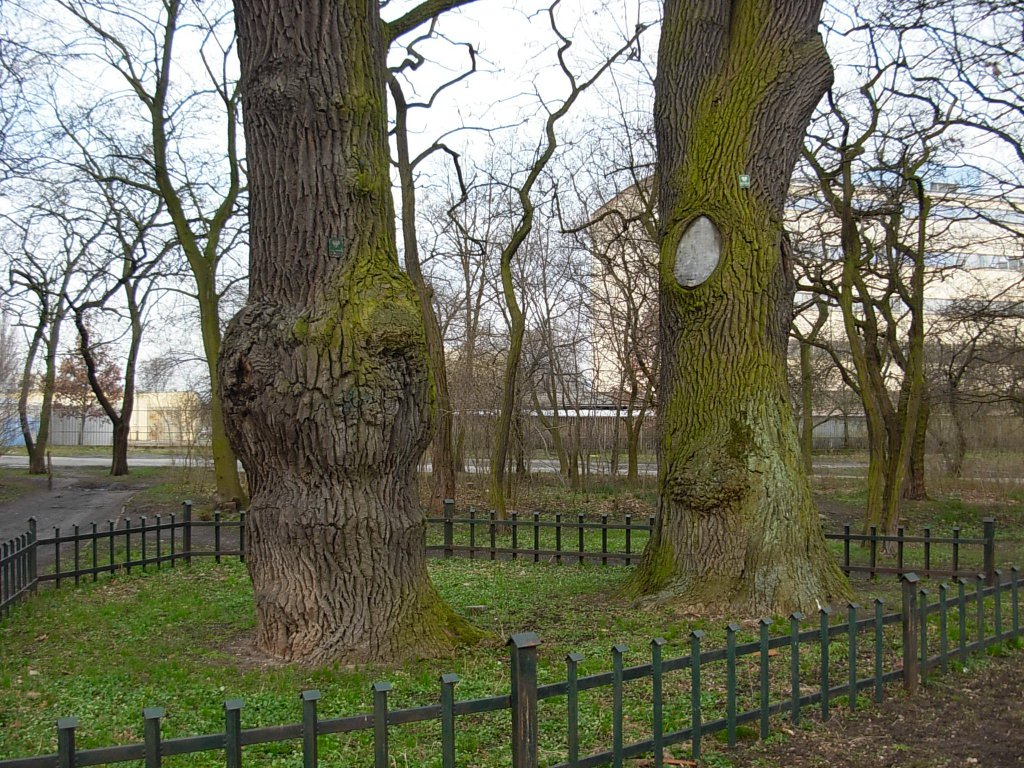
400-letnie pomnikowe dęby szypułkowe w okolicy kartodromu

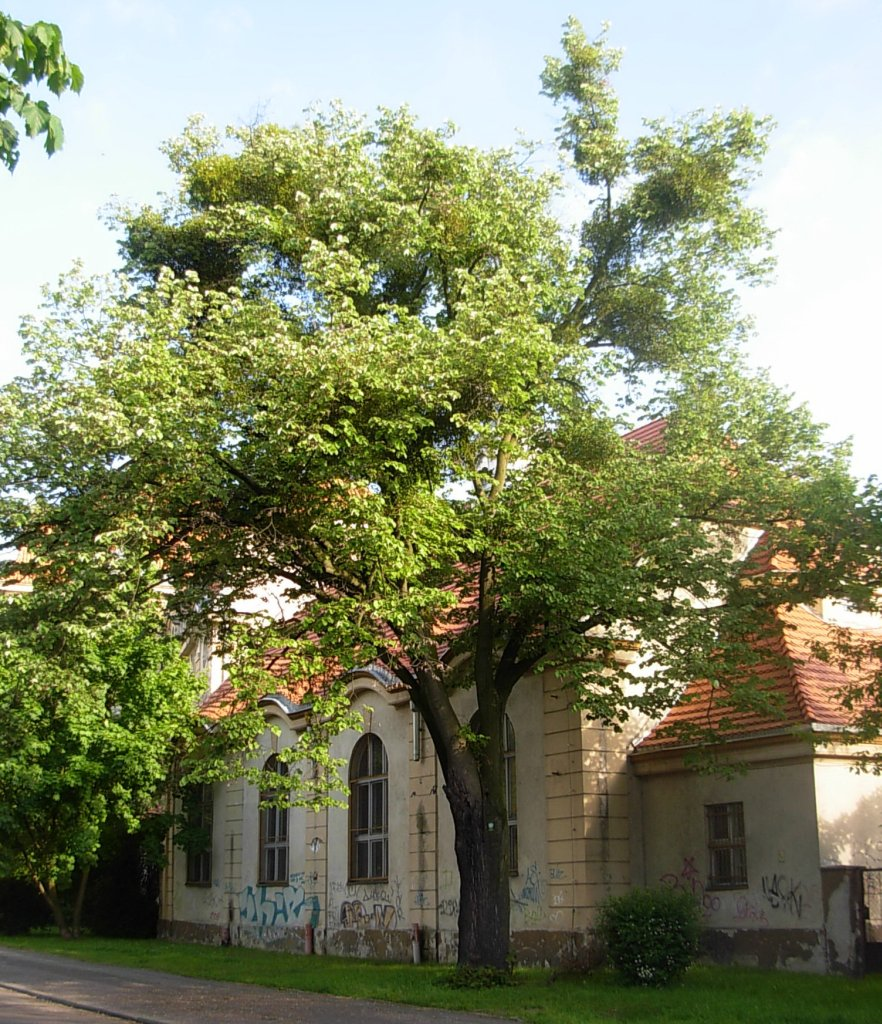
Lipa srebrzysta przy ul. W. Reymonta

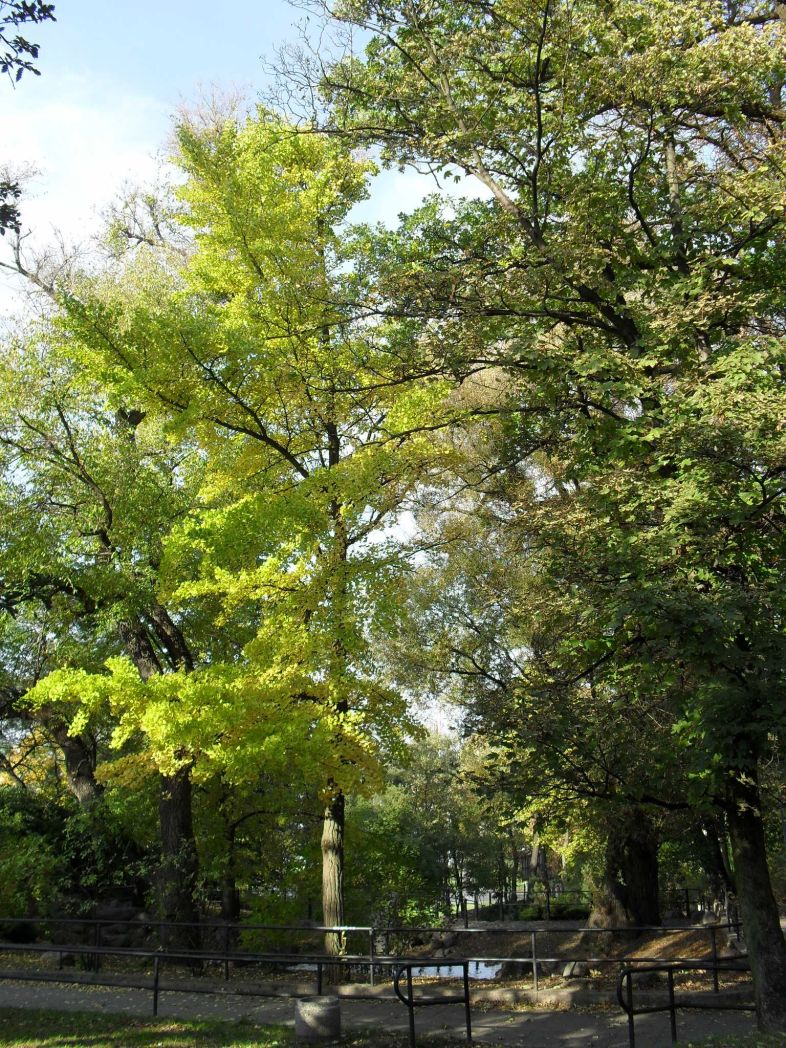
Miłorząb dwuklapowy przy górnym stawie w parku H. Dąbrowskiego

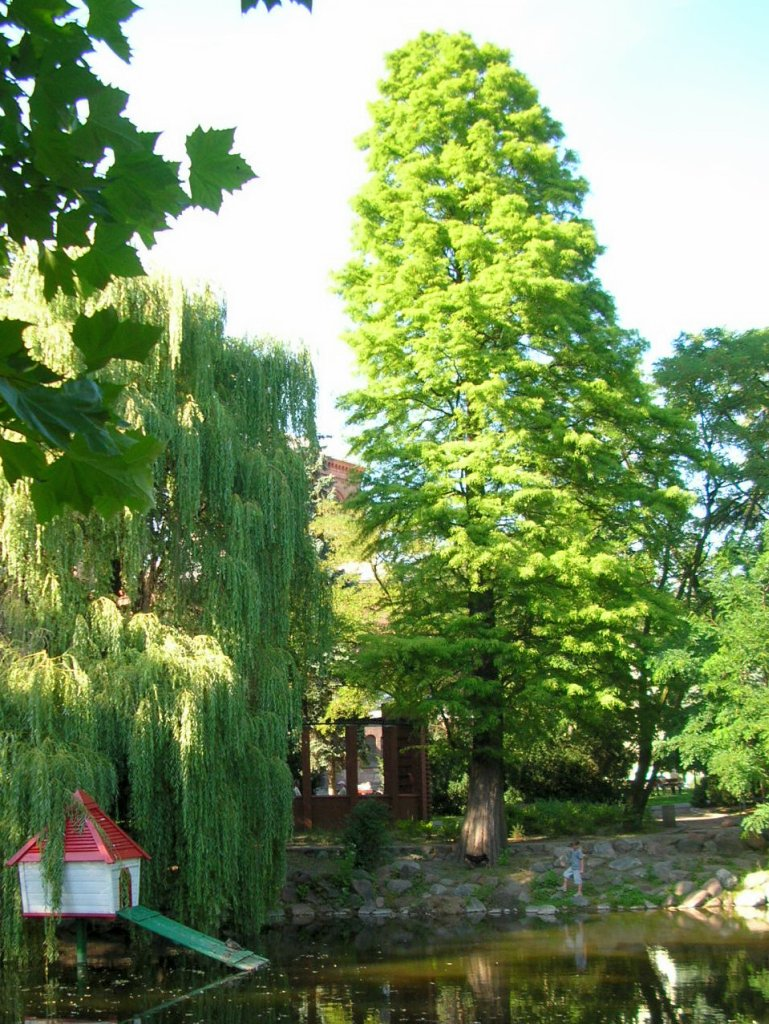
Cypryśnik błotny – pomnik przyrody w parku Kazimierza Wielkiego

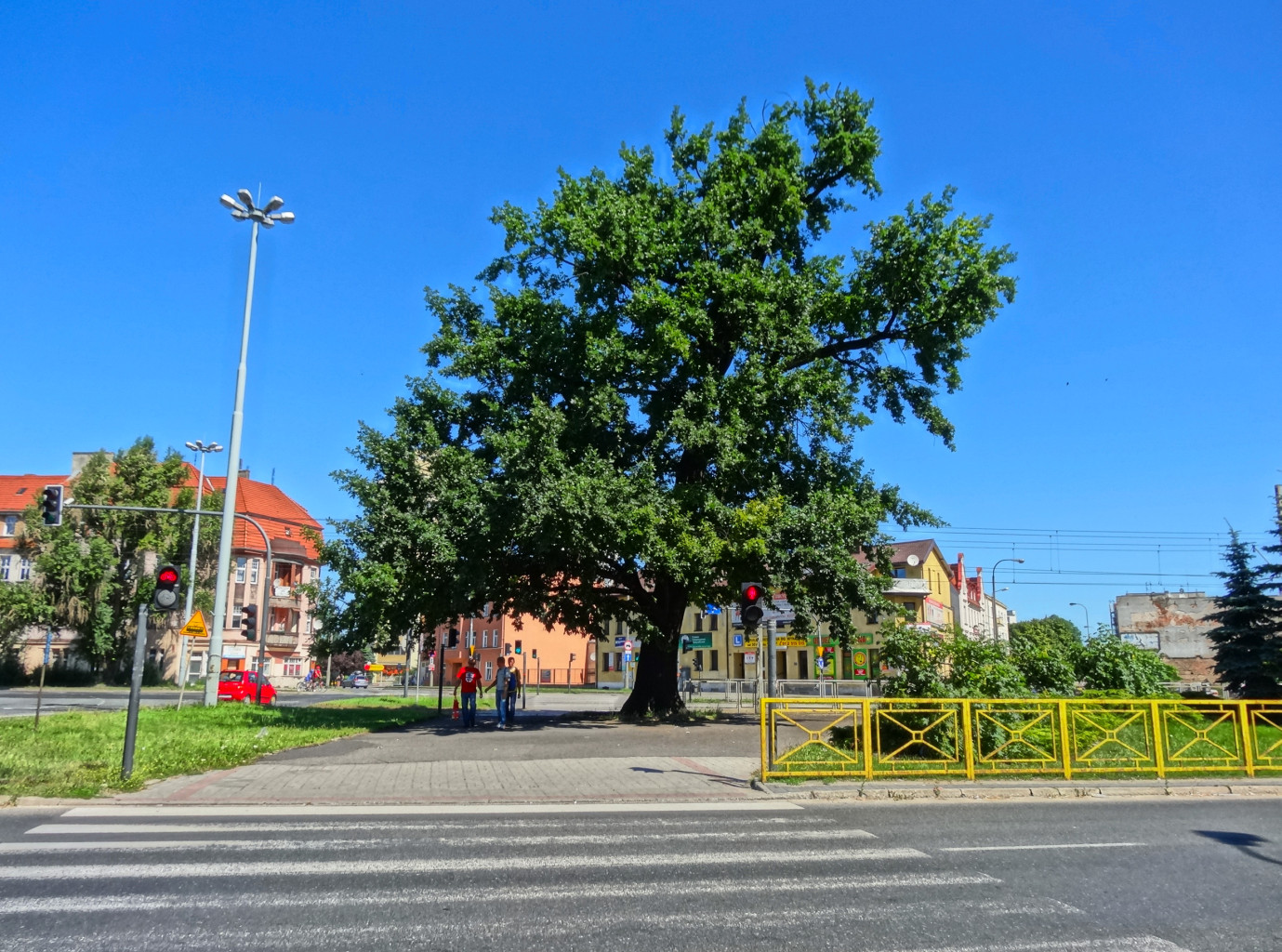
Dąb szypułkowy na rondzie Grunwaldzkim

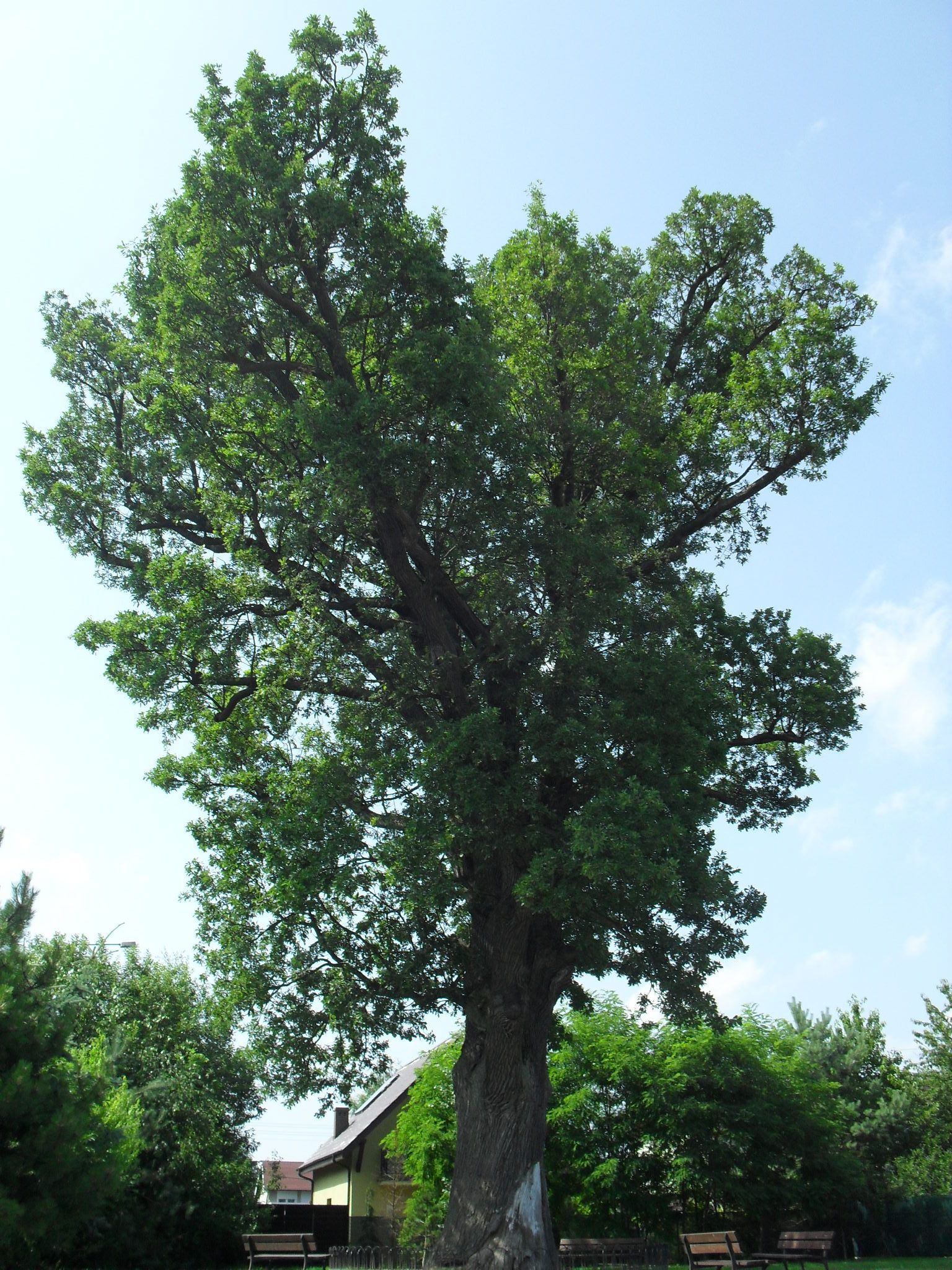
Dąb bezszypułkowy – pomnik przyrody na Osowej Górze

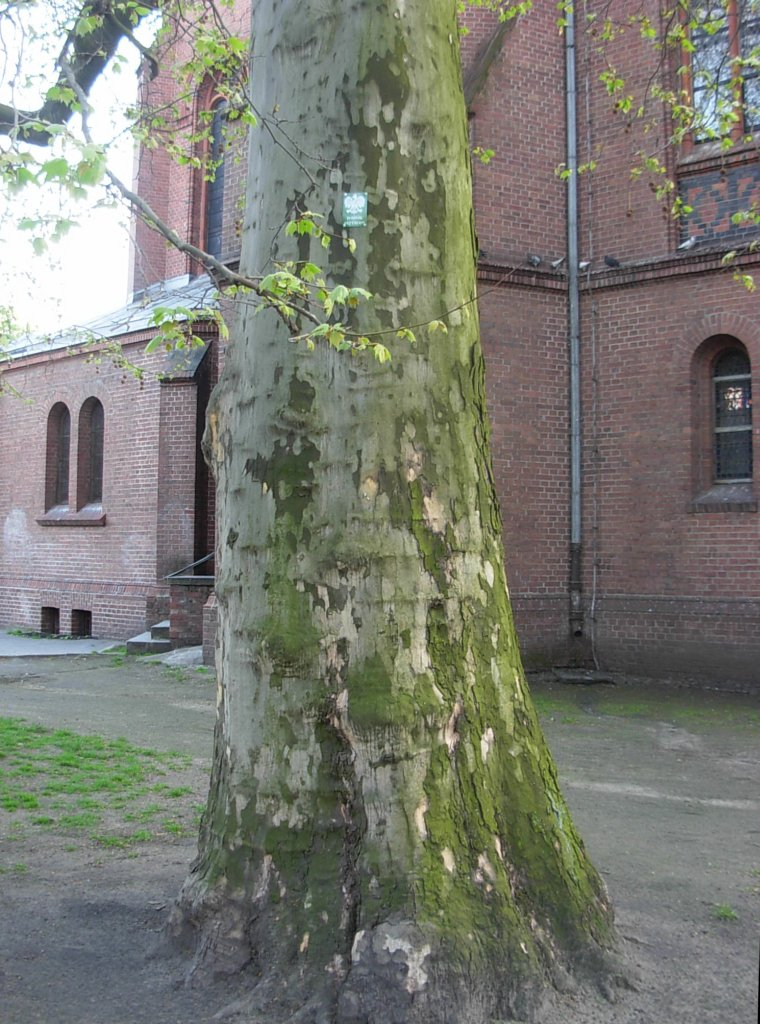
Platan klonolistny – pomnik przyrody na pl. Wolności

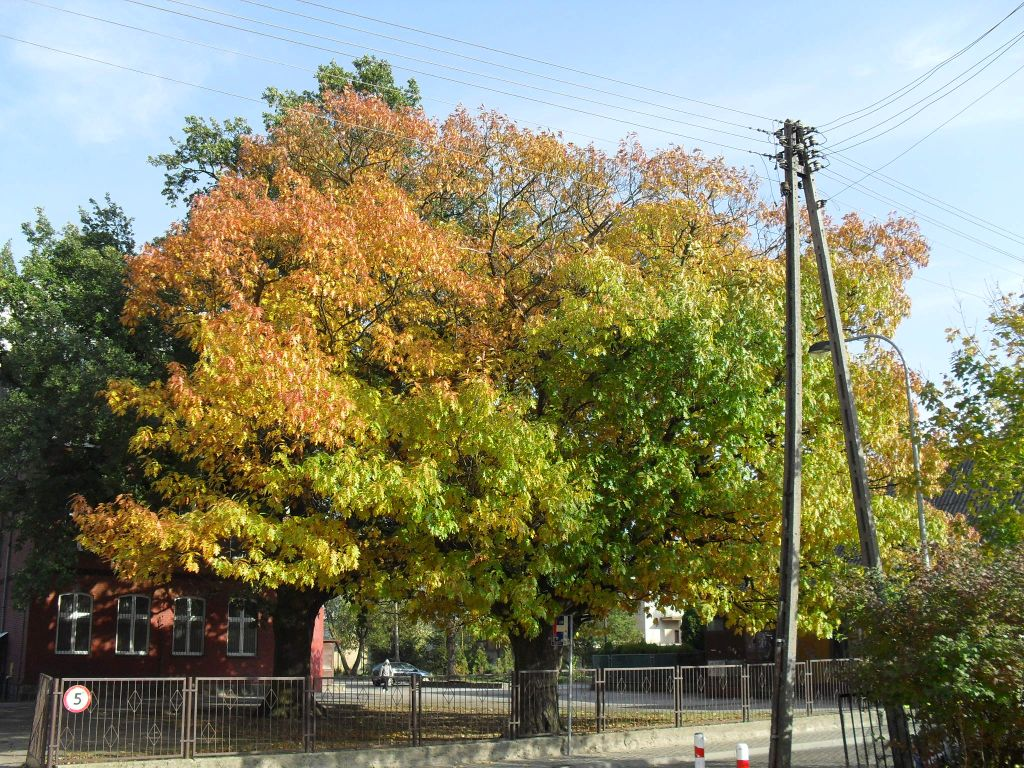
Dąb czerwony przy ul. gen. H. Dąbrowskiego 8

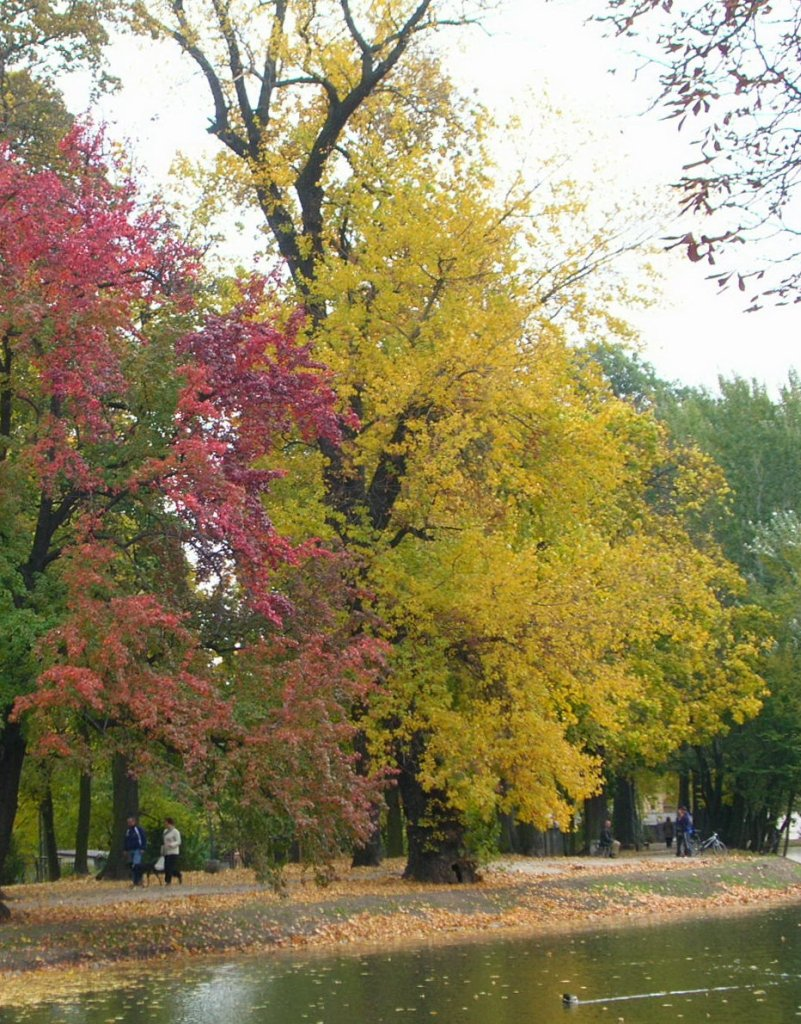
„Topola Wilhelma” nad starym Kanałem Bydgoskim

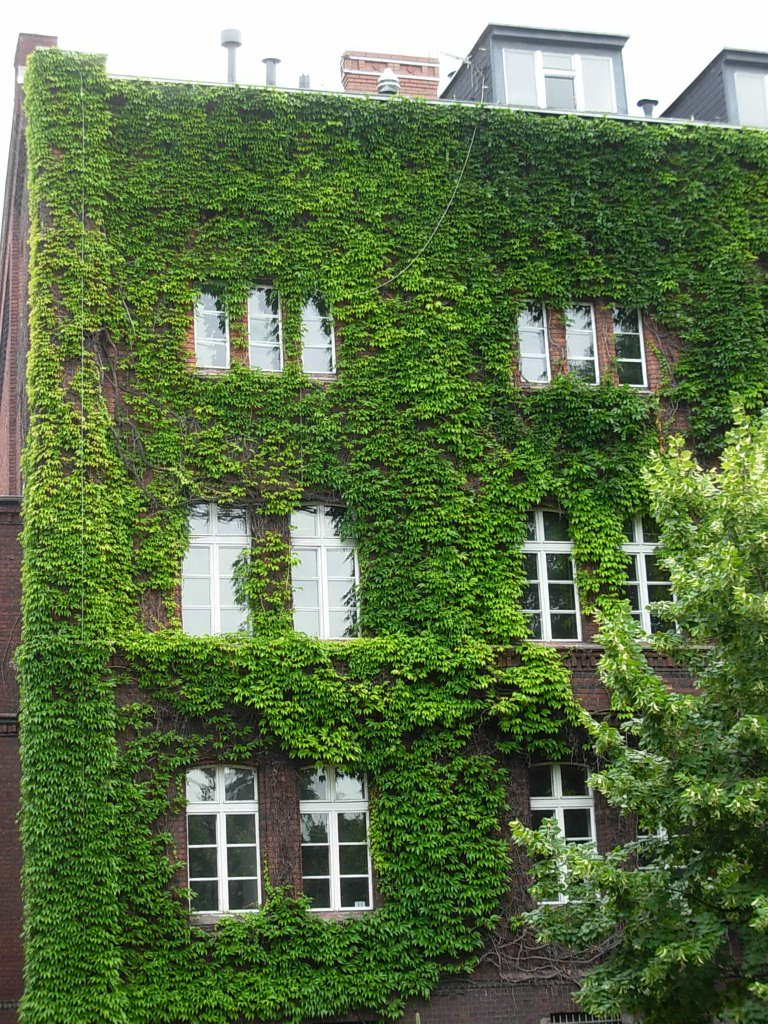
Winobluszcz trójklapowy na budynku UTP

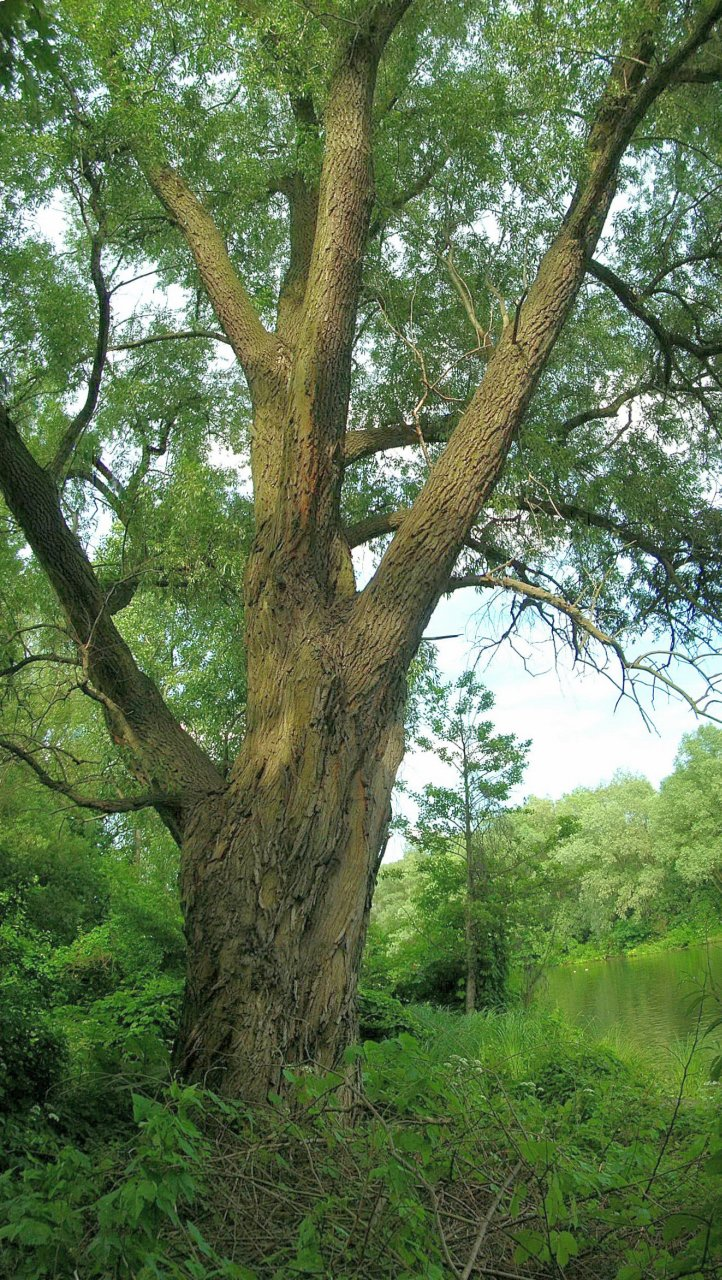
Drzewo nad Brdą o wymiarach pomnikowych

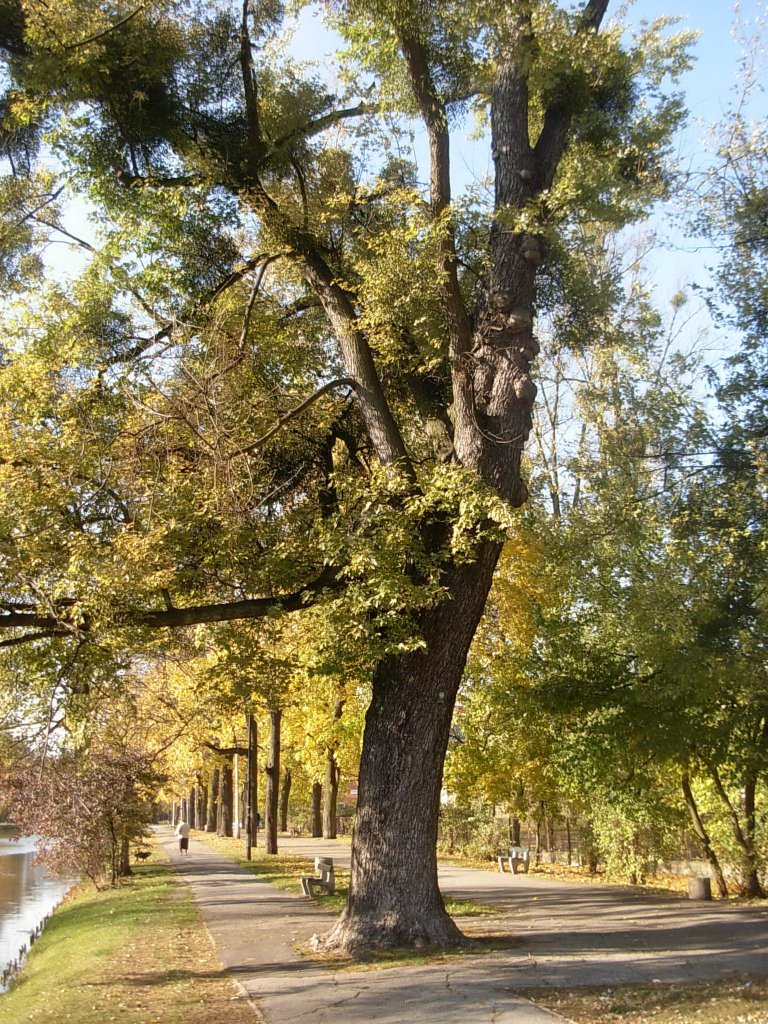
Topola nad Kanałem Bydgoskim

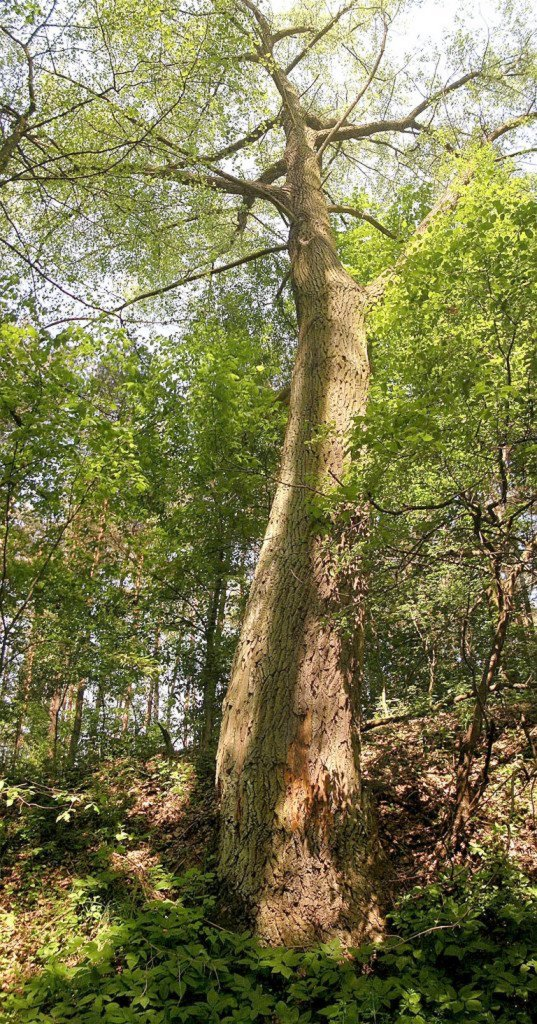
Jesion o wymiarach pomnikowych w Lesie Jastrzębie

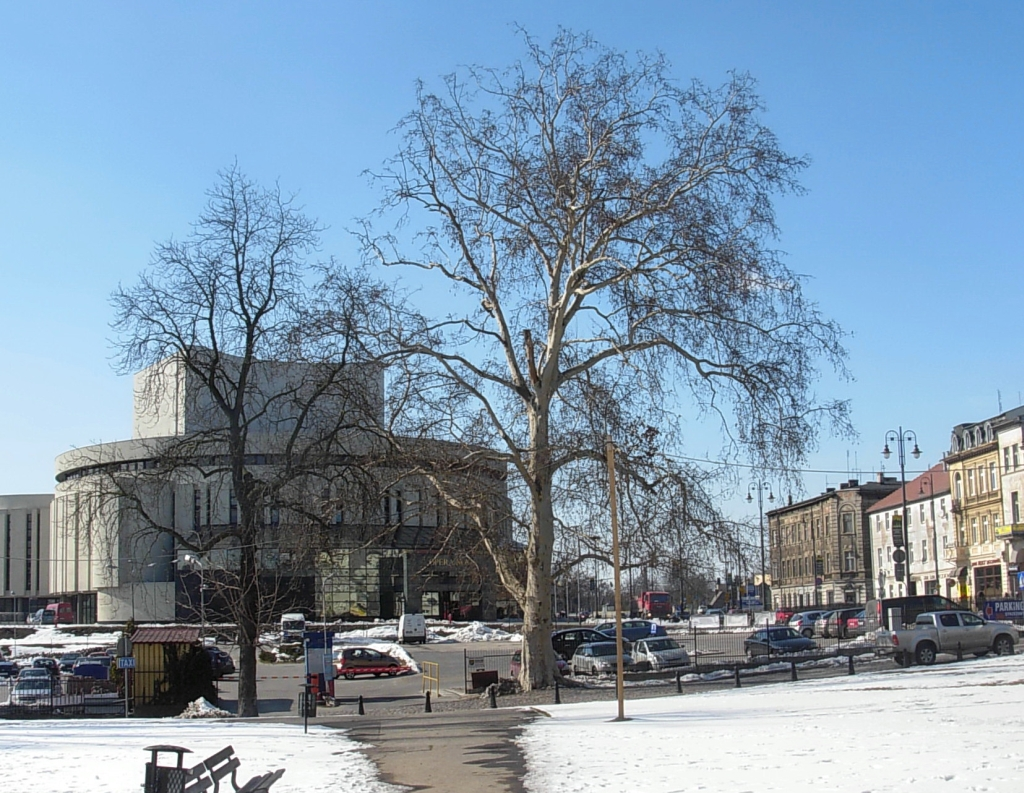
Platan przy ul. Karmelickiej.

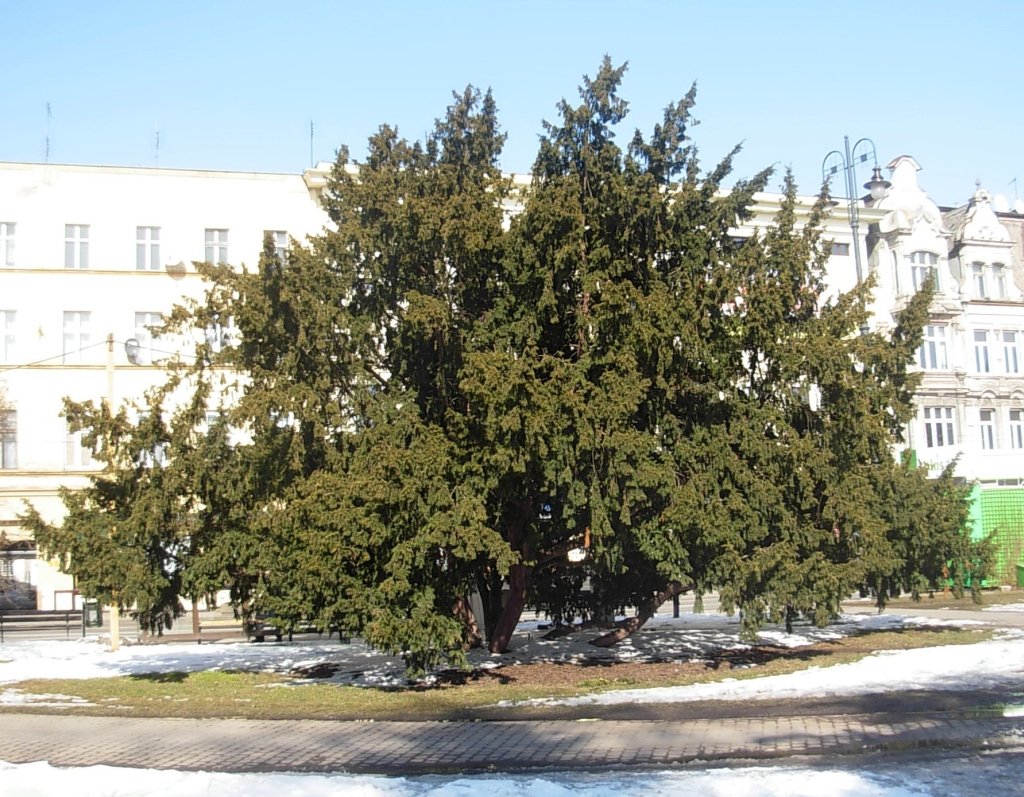
Cis w formie krzewiastej na pl. Teatralnym.

Pomniki przyrody w Bydgoszczy – obejmują okazy przyrody ożywionej i nieożywionej o szczególnej wartości przyrodniczej i krajobrazowej, ustanawiane na mocy ustawy z dnia 7 kwietnia 1949 r. o ochronie przyrody oraz aktów prawnych uchwalanych w późniejszych latach. Uprawomocnienie formy ochrony przyrody następuje po dwóch tygodniach od daty ogłoszenia danego aktu prawnego w Dzienniku Urzędowym danego województwa.
Na terenie miasta Bydgoszczy znajduje się 105 pomników przyrody, w tym 101 pomników przyrody ożywionej (pojedyncze drzewa i krzewy lub ich grupy) i 4 pomniki przyrody nieożywionej (głazy narzutowe, źródło). 10 pomników przyrody na terenie miasta ustanowiono uchwałą nr XLIII/608/09 Rady Miasta Bydgoszczy z 25 lutego 2009 r.. Kolejne zostały ustanowione uchwałą nr XV/258/11 Rady Miasta Bydgoszczy z dnia 28 września 2011 roku, Uchwałą Rady Miasta Bydgoszcz nr LXII/1300/14 z dn. 24.09.2014 oraz 10 drzew uchwałą XXXVI/793/21 z 24 lutego 2021. W międzyczasie zniesiono formę ochrony z niektórych drzew, które utraciły swoje walory przyrodnicze lub kolidowały z planowanymi inwestycjami.

## Skupiska pomników przyrody
Na terenie Bydgoszczy znajduje się ścieżka dydaktyczna „Pomniki przyrody centrum Bydgoszczy” o długości około 3 km. Przebiega przez tereny gęstej zabudowy centrum miasta, łącząc trzy śródmiejskie parki: Park Jana Kochanowskiego, Park Kazimierza Wielkiego i Park Ludowy. Na trasie ścieżki zlokalizowanych jest 18 pomników. Innym obszarem występowania okazów pomników przyrody są tereny nadrzeczne, a zwłaszcza położone nad Kanałem Bydgoskim, gdzie również utworzono ścieżkę dydaktyczną o długości 4 km.
Rejony częstego występowania pomników przyrody w Bydgoszczy:
| Miejsce                                             | Liczba | Uwagi |
| Arboretum                                           | 10     | - wiąz syberyjski (Ulmus pumila), dwupienny, o obwodach pni 220 cm i 128 cm, - topola szara (Populus x canescens), o obwodzie 309 cm, - Tetradium daniellii (syn. Euodia hupehensis), o obwodzie 174 cm, - leszczyna turecka (Corylus colurna), dwupienna, o obwodach pni 147 cm i 86 cm, - dąb burgundzki odm. wąskolistna (Quercus cerris v. austriaca), o obwodzie 375 cm, - grusza polna (Pyrus pyraster), o obwodzie 270 cm, - dąb szypułkowy (Quercus robur), o obwodzie 280 cm, - kłęk kanadyjski (Gumnocladus dioicus), o obwodzie 176 cm, - kasztanowiec biały (Aesculus hippocastanum ‘Pyramidalis’) o obwodzie 265 cm, - magnolia pośrednia (Magnolia x soulangiana), dwupienna, o obwodach: 51 cm i 39 cm. |
| Aleja jarzębów – ul. Szymanowskiego                 | 45     | jedna z wielu alei starodrzewu na terenie miasta, lecz jedyna wpisana do rejestru pomników przyrody |
| Planty nad starym Kanałem Bydgoskim                 | 23     | 6 okazów topoli czarnej („topole Wilhelma”), 15 olch czarnych, 2 klony srebrzyste, 2 wiązy szypułkowe, skupisko 6 buków, |
| Park Jana Kochanowskiego wraz z okolicą filharmonii | 20     | 2 olsze sercolistne, 1 topola czarna, 8 dębów szypułkowych, 2 dęby szypułkowe odmiany stożkowej, 6 kasztanowców czerwonych, głóg jednoszyjkowy |
| Tereny nad Kanałem Bydgoskim (Prądy, Miedzyń)       | 13     | 6 wiązów szypułkowych, 4 olsze czarne, wierzba biała, dąb szypułkowy, jesion wyniosły |
| Okolica kartodromu                                  | 8      | skupisko pomnikowych dębów szypułkowych |
| Park Henryka Dąbrowskiego wraz z okolicą            | 6      | dąb szypułkowy, dąb czerwony, miłorząb dwuklapowy, wiąz turkiestański, lipa drobnolistna i wierzba biała |
| Park Kazimierza Wielkiego                           | 6      | 2 cypryśniki błotne, 3 dęby szypułkowe, wiąz szypułkowy, poza tym m.in. cis, sosna czarna i okazy egzotyczne |
| ul. Promenada nad Wisłą w Fordonie                  | 3      | topole czarne |
| Park Ludowy wraz z okolicą                          | 5      | surmia, kasztanowiec zwyczajny, magnolia pośrednia, 3 dęby szypułkowe |

## Pomniki przyrody nieożywionej
Pomnikami przyrody nieożywionej w Bydgoszczy są okazałe głazy narzutowe pochodzące z epoki lodowcowej oraz źródło w Leśnym Parku Kultury i Wypoczynku na polanie „Zacisze”.
Pomnikowe głazy narzutowe w Bydgoszczy:
| Nr | Lokalizacja                                                                 | Obwód [m] | Uwagi                                            |
| 1  | północny brzeg glinianki w Fordonie, między ul. Traktorzystów a Włościańską | 15,5      | głaz granitowy, zwany “Wojciech”, wysokość 2,3 m |
| 2  | na terenie Szpitala Uniwersyteckiego przy ul. Jurasza                       | 7,5       | głaz granitowy                                   |
| 3  | ul. Białogardzka 6 (os. Wyżyny)                                             | 5,7       | głaz granitowy                                   |

## Pomniki przyrody ożywionej
Pomniki przyrody ożywionej w Bydgoszczy to głównie drzewa o okazałych sylwetach i wieku szacowanym od 200 do 500 lat. Większość okazów jest pochodzenia rodzimego. Są one pozostałością lasów naturalnych, inne pochodzą ze sztucznych nasadzeń, jeszcze inne pojawiły się samorzutnie w wyniku zmian siedliskowych. Wśród roślin obcego pochodzenia na uwagę zasługują przede wszystkim gatunki:
- azjatyckie: bożodrzew gruczołowaty, skrzydłorzech, miłorząb dwuklapowy, dąb kaukaski, winobluszcz trójklapowy, perełkowiec japoński;
- amerykańskie: dąb czerwony, robinia akacjowa, surmia, cypryśnik błotny, daglezja, sosna wejmutka, świerk biały, świerk kłujący;
- południowoeuropejskie: platan klonolistny, kasztanowiec (Bałkany), sosna czarna, magnolia pośrednia (Francja), olsza sercowata;
- skandynawskie: jarząb szwedzki.

Wśród pomników przyrody znajdują się gatunki objęte ochroną całkowitą, np. cis pospolity, czy jarząb szwedzki. Najczęściej spotykanymi gatunkami drzew pomnikowych są: dęby szypułkowe, jarzęby szwedzkie, topole czarne, olsze czarne i wiązy szypułkowe. Natomiast do rzadszych okazów należą np.: pnącza winobluszczu trójklapowego na budynku Wydziału Rolniczego UTP, miłorząb dwuklapowy przy ul. Gimnazjalnej, który jest gatunkiem reliktowym sprzed 250 mln lat, czy też olsza sercowata – endemit z rejonu Morza Śródziemnego.

### Arboretum
Jedyny w swoim rodzaju pomnik przyrody na terenie Bydgoszczy stanowi były Miejski Ogród Botaniczny, położony w sąsiedztwie kampusu Uniwersytetu Kazimierza Wielkiego. W 1993 r. uzyskał od status arboretum – kompleksowego pomnika przyrody. Jest to teren o unikalnej florze krajowej i zagranicznej. Znajdują się tu rośliny reliktowe, gatunki prawnie chronione, iglaste i liściaste, o formach zwisłych, różnych kształtów i barw kwiatów i liści. Na terenie arboretum w 2010 r. odnotowano 660 gatunków i odmian roślin, w tym 65 rodzin, 161 rodzajów 13 krzyżówki międzyrodzajowe.

### Jarzęby szwedzkie
W Bydgoszczy znajduje się łącznie 45 jarzębów szwedzkich, które są uznane za pomniki przyrody. Rosną w pomnikowej alei na ul. Szymanowskiego przy bydgoskiej bazylice św. Wincentego a Paulo.
| Nr | Lokalizacja                                       | Szt. | Uwagi |
| 1  | aleja drzew przy ul. Szymanowskiego (Śródmieście) | 45   | pomnikowa aleja drzew łącząca ul. Berwińskiego (aleja topoli czarnych) z al. Ossolińskich (aleja dębów czerwonych); drzewa posiadają wymiary w pierśnicy od 84 do 221 cm. |

### Dęby
W Bydgoszczy znajdują się łącznie 54 okazy dębów, które uznano za pomniki przyrody. Spośród nich wyróżnia się dąb „Bartek”, który jest najstarszym drzewem w mieście. Natomiast wśród alei miejskich obsadzonych starodrzewem, wyróżnia się aleja Ossolińskich ze szpalerem dębów czerwonych.
| Nr | Lokalizacja                                                             | Szt. | Gatunek                 | Obwód w pierśnicy [cm]       | Uwagi |
| 1  | ul. Toruńska 302, na wschód od skrzyżowania z ul. Sporną (Zimne Wody)   | 1    | szypułkowy              | 662                          | najstarsze drzewo w mieście, wiek szacowany na ponad 500 lat, zwany Bartkiem |
| 2  | ul. Chemiczna (Kapuściska)                                              | 1    | szypułkowy              | 393                          | na obrzeżu lasu, przy ogrodzeniu ogrodów działkowych |
| 3  | ul. Relaksowa (Janowo)                                                  | 1    | szypułkowy              | 341                          | Hurtostal |
| 4  | Stanica Wodna PTTK, nad Brdą (Janowo)                                   | 1    | szypułkowy              | 247                          | zwany „Magda” |
| 5  | park przy ul. Siedleckiej (Czyżkówko)                                   | 4    | szypułkowy              | 268, 317, 409, 439           | trzy z nich noszą imiona: „„Kazimierz”, „Jan”, „Władysław” |
| 6  | ul. Głębinowa 13 (Osowa Góra)                                           | 1    | bezszypułkowy           | 592                          | drugi co do wielkości obwodu dąb w Bydgoszczy, latem 2017 uległ zniszczeniu w wyniku nawałnicy.                                                                                               |
| 7  | ul. Pod Skarpą 112 (Las Gdański)                                        | 1    | szypułkowy              | 476                          | na północnych rubieżach miasta |
| 8  | ul. Pod Skarpą, przy drodze (Las Gdański)                               | 1    | szypułkowy              | 322                          | na północnych rubieżach miasta |
| 9  | ul. Jasieniecka 3 (Siernieczek)                                         | 1    | szypułkowy              | 498                          | podleśnictwo Jastrzębie |
| 10 | park Kazimierza Wielkiego (Śródmieście)                                 | 3    | szypułkowy              | 319, 357, 359                | pomiędzy stawami |
| 11 | park Jana Kochanowskiego (Śródmieście)                                  | 6    | szypułkowy              | 283, 270, 296, 294, 306, 312 | cały teren parku „Dęby Jana” |
| 12 | ul. Czartoryskiego 20 i 25 (Stare Miasto)                               | 2    | szypułkowy              | 440, 428                     | na terenie zespołu szkół nr 25 oraz na terenie Urzędu Skarbowego, w pobliżu rzeki Młynówki |
| 13 | ul. Fordońska 86 (Bydgoszcz Wschód)                                     | 8    | szypułkowy              | 301-487                      | na terenie parku i osiedla, przy kartodromie, wiek drzew 350-400 lat |
| 14 | ul. Mińska 105 (Prądy)                                                  | 1    | szypułkowy              | 441                          | po południowej stronie kanału, przed śluzą Prądy |
| 15 | ul. Dąbrowskiego 8 (Szwederowo)                                         | 1    | szypułkowy              | 362                          | na terenie Gimnazjum nr 22 |
| 16 | rondo Grunwaldzkie (Okole)                                              | 1    | szypułkowy              | 365                          | drzewo zasadzone nad odcinkiem Kanału Bydgoskiego, zasypanego w 1971 r. |
| 17 | ul. Młyńska 2 (Okole)                                                   | 1    | szypułkowy              | 313                          | nieopodal starego odcinka Kanału Bydgoskiego |
| 18 | park Ludowy im. W. Witosa (Śródmieście)                                 | 2    | szypułkowy              | 306, 272                     | „Ryszard” i „Jakub”, ustanowione pomnikami przyrody w 2008 r. |
| 19 | ul. Leszczyńskiego 42 (Szwederowo)                                      | 1    | szypułkowy              | 250                          | „Dąb Marcina Lutra”, ustanowiony pomnikiem przyrody w 2009 r.; posadzono go z okazji 400-lecia urodzin Marcina Lutra, 10 listopada 1883 r. przed nieistniejącym obecnie kościołem luterańskim |
| 20 | las komunalny, zarządzany przez Nadleśnictwo Żołędowo                   | 1    | szypułkowy              | 420                          | „Leon”, ustanowiony pomnikiem przyrody w 2009 r.; nazwany na cześć Leona Wyczółkowskiego |
| 21 | las komunalny, zarządzany przez Nadleśnictwo Żołędowo                   | 2    | szypułkowy              | 400, 390                     | „Leszek” i „Damian”, ustanowione pomnikami przyrody w 2009 r. |
| 22 | na terenie UTP (Fordon)                                                 | 1    | szypułkowy              | 248                          | „Dąb im. Dra Franciszka Klimasa” |
| 23 | park na Wzgórzu Wolności (Wzgórze Wolności)                             | 1    | szypułkowy              | 343                          | „Dąb Pomorskiego Okręgu Wojskowego” |
| 24 | park Jana Kochanowskiego (Śródmieście)                                  | 2    | szypułkowy              | 323, 346                     | |
| 25 | skarpa przy ul. Nowotoruńskiej (Łęgnowo)                                | 1    | szypułkowy dwupienny    | 343/273                      | „Eugeniusz” na pamiątkę Eugeniusza Smolińskiego pierwszego powojennego dyrektora ZACHEM-u |
| 26 | skarpa Pradoliny Wisły, niedaleko ul. Lawinowej                         | 1    | szypułkowy              | 278                          | „Jeremi” na pamiątkę Jeremiego Przybory |
| 27 | ul. Smukalska (Piaski)                                                  | 1    | szypułkowy              | 430                          | „Jarosław” wysokość 30 m |
| 28 | ul. Wyrzyska (Czyżkówko)                                                | 1    | szypułkowy              | 452                          | „Przemysław” wysokość ponad 30 m |
| 29 | park Kazimierza Wielkiego (Śródmieście)                                 | 1    | szypułkowy, piramidalny | 273                          | nad stawem południowym |
| 30 | park Jana Kochanowskiego (Śródmieście)                                  | 2    | szypułkowy, piramidalny | brak danych                  | „Strażnicy” |
| 31 | ul. Dąbrowskiego 8 (Szwederowo)                                         | 1    | czerwony                | 298                          | na terenie Gimnazjum nr 22 |
| 32 | ul. Thommée 5, teren niepublicznego przedszkola „Pod Akacjami” (Fordon) | 1    | szypułkowy              | 263                          | „Mocny Mikuś” |
| 33 | ul. Sporna                                                              | 1    | szypułkowy              |                              | „Sporny” |
| 34 | ul. Sporna                                                              | 1    | szypułkowy              |                              | „Pawełek” |
| 35 | ul. Ikara (Błonie)                                                      | 1    | szypułkowy              | 316                          | "Ikar" |

### Topole
W Bydgoszczy znajduje się 11 okazów topoli, które uznano za pomniki przyrody. Wzdłuż ul. Berwińskiego znajduje się natomiast aleja topoli czarnych, posadzonych w latach 20. XX wieku.
| Nr | Lokalizacja | Szt. | Gatunek | Obwód w pierśnicy [cm] | Uwagi                                                                 |
| 1  | po północnej stronie starego Kanału Bydgoskiego, na odcinku od ronda Grunwaldzkiego do wiaduktu kolejowego przy ul Nakielskiej (Okole) | 6    | czarna  | 380-459                | zwane „topolami Wilhelma”; posadzone w czasach Księstwa Warszawskiego |
| 2  | park Jana Kochanowskiego (Śródmieście)                                                                                                 | 1    | czarna  | 534                    | ogłowiona                                                             |
| 3  | ul. Promenada (Stary Fordon) | 3    | czarna  | 426, 552, 621          | między Wisłą a glinianką                                              |
| 4  | Bulwary nad Brdą na wysokości PKS-u | 1    | biała   | 421                    | „Ewa”, ustanowiona pomnikiem przyrody w 2009 r.                       |

### Olsze
W Bydgoszczy znajduje się 18 okazów olszy, które uznano za pomniki przyrody. Drzewa te rosną nad brzegami cieków wodnych, a zwłaszcza Kanału Bydgoskiego, gdzie nasadzano je w celu umocnienia brzegów.
| Nr | Lokalizacja                                                                                  | Szt. | Gatunek                       | Obwód w pierśnicy [cm] | Uwagi                                                        |
| 1  | ul. Czarna Droga, bulwar im. Sebastiana Malinowskiego, w parku nad Kanałem Bydgoskim (Okole) | 14   | czarna                        | od 240 do 295          | w pobliżu śluzy V Czarna Droga, na północnym nabrzeżu kanału |
| 2  | ul. Mińska 105 (Prądy)                                                                       | 1    | czarna                        | 315                    | po południowej stronie za śluzą Prądy                        |
| 3  | Planty nad Kanałem Bydgoskim (Okole)                                                         | 1    | czarna, trójwierzchołkowa     | 296/225/222            |                                                              |
| 4  | park Jana Kochanowskiego (Śródmieście)                                                       | 2    | sercolistna, dwuwierzchołkowa | 148 i 160/233          | w centralnej części parku                                    |

### Wiązy
W Bydgoszczy znajduje się 14 okazów wiązów, które uznano za pomniki przyrody. Są to drzewa spotykane przede wszystkim w zespołach łęgowych, na brzegach cieków wodnych oraz w podbydgoskich rezerwatach Wielka Kępa Ostromecka i Las Mariański.
| Nr | Lokalizacja                             | Szt. | Gatunek            | Obwód w pierśnicy | Uwagi |
| 1  | park Kazimierza Wielkiego (Śródmieście) | 1    | szypułkowy         | 314               | |
| 2  | ul. 3 Maja 3 (Śródmieście)              | 1    | szypułkowy         | 370               | w podwórzu |
| 3  | ul. Grunwaldzka (Okole)                 | 2    | szypułkowy         | 318 i 337         | na terenie cmentarza Starofarnego |
| 4  | ul. Mińska 105 (Prądy)                  | 3    | szypułkowy         | 347, 374, 376     | wzdłuż ogrodzenia, za śluzą Prądy (strona południowa)                                                                                         |
| 5  | ul. Mińska 158 (Flisy)                  | 3    | szypułkowy         | 328, 368, 405     | przy śluzie Prądy (strona północna) |
| 6  | ul. Cicha 22 (Bielawy)                  | 1    | szypułkowy         | 347               | przy garażach |
| 7  | Planty nad Kanałem Bydgoskim            | 1    | szypułkowy         | 424               | okaz czteropienny, zwany „Bartłomiej”; ustanowiony pomnikiem przyrody w 2009 r.; imię nadane na pamiątkę Bartłomieja z Bydgoszczy (1480–1548) |
| 8  | Planty nad Kanałem Bydgoskim            | 1    | szypułkowy         | 392               | „Lech” ustanowiony w 2011 roku, imię upamiętnia Kierownika Referatu Zieleni WGKiOŚ                                                            |
| 9  | park Henryka Dąbrowskiego (Szwederowo)  | 1    | wiąz turkiestański | 245               | przy ul. Filareckiej, nad górnym stawem |

### Kasztanowce
W Bydgoszczy znajduje się 11 okazów kasztanowców, które uznano za pomniki przyrody. Są to drzewa uznawane za najozdobniejsze w czasie całego okresu wegetacyjnego.
| Nr | Lokalizacja                         | Szt. | Gatunek  | Obwód w pierśnicy [cm] | Uwagi                                                                              |
| 1  | park Ludowy (Śródmieście)           | 1    | biały    | 525                    | w północno-zachodniej części parku                                                 |
| 2  | ul. Bernardyńska 6 (Stare Miasto)   | 1    | biały    | 382                    | na podwórzu budynku Wydziału Rolniczego Uniwersytetu Technologiczno-Przyrodniczego |
| 3  | al. Ossolińskich 12 (Śródmieście)   | 1    | biały    | 340                    | w podwórzu                                                                         |
| 4  | ul. Inwalidów 26 (Bydgoszcz Wschód) | 1    | biały    | 307                    | na terenie dworca kolejowego Bydgoszcz Wschód                                      |
| 5  | ul. Toruńska 30                     | 1    | biały    | 277                    | Towarzystwo Gimnastyczne Sokół                                                     |
| 6  | ul. Szwalbego (Śródmieście)         | 6    | czerwony | od 198 do 265          | w otoczeniu Filharmonii Pomorskiej                                                 |

### Cisy
W Bydgoszczy znajduje się 10 okazów cisów pospolitych, które uznano za pomniki przyrody. Są to drzewa długowieczne, odporne na suszę i zanieczyszczenia, objęte ochroną ścisłą. Zakaz wycinania cisów wydał już król Władysław Jagiełło, z uwagi na wartość drewna tej rośliny do wyrobu kusz i łuków.
| Nr | Lokalizacja                              | Szt. | Forma                       | Obwód   | Uwagi                              |
| 1  | ul. Czartoryskiego 20 (Stare Miasto)     | 1    | drzewiasta dwuwierzchołkowa | 135/134 | w ogrodzie Urzędu Skarbowego       |
| 2  | ul. Gdańska 40 (Śródmieście)             | 1    | drzewiasta                  | 123     | na podwórzu posesji                |
| 3  | ul. Wały Jagiellońskie 14 (Stare Miasto) | 1    | drzewiasta                  | 128/80  | na terenie parafii ewangelickiej   |
| 4  | ul. A. Jurasza 1 (Skrzetusko)            | 1    | drzewiasta dwuwierzchołkowa | 78/72   | przy restauracji „Kaprys”          |
| 5  | ul. Kordeckiego (Stare Miasto)           | 2    | krzewiasta                  | –       | na terenie kościoła Trójcy Świętej |
| 6  | pl. Teatralny (Śródmieście)              | 4    | krzewiasta                  | –       | na skwerze                         |

### Platany
W Bydgoszczy znajduje się 9 okazów platanów klonolistnych, które uznano za pomniki przyrody. Są to drzewa bardzo odporne na suszę i zanieczyszczenia i z tego względu chętnie sadzone były w Śródmieściu miasta. Aleja platanów znajduje się m.in. wzdłuż ul. Markwarta.
| Nr | Lokalizacja                        | Szt. | Obwód w pierśnicy [cm] | Uwagi                                                                 |
| 1  | ul. Królowej Jadwigi (Śródmieście) | 4    | 337, 350, 432, 445     | między rzeką Brdą a budynkiem Regionalnej Dyrekcji Ochrony Środowiska |
| 2  | pl. Wolności (Śródmieście)         | 1    | 346                    | przy kościele Świętych Apostołów Piotra i Pawła                       |
| 3  | ul. Słowackiego 2 (Śródmieście)    | 1    | 284                    | na zapleczu budynku rozgłośni radia PIK                               |
| 4  | ul. Karmelicka (Śródmieście)       | 1    | 347                    | w pobliżu strzeżonego parkingu koło opery                             |
| 5  | ul. Zygmunta Augusta (Śródmieście) | 1    | 327                    | w pobliżu dworca kolejowego Bydgoszcz Główna, w pobliżu peronu 1      |
| 6  | ul. Szubińska 10 (Błonie)          | 1    | 328                    | na terenie Wojskowych Zakładów Lotniczych                             |

### Magnolie
W Bydgoszczy znajduje się 6 okazów magnolii pośrednich, które uznano za pomniki przyrody. Są to drzewa uważane za symbol wiosny, gdyż wytwarzają wonne kwiaty jeszcze przed wykształceniem liści. Z uwagi na małą wytrzymałość na mróz nie należą jednak do zbyt rozpowszechnionych w mieście.
| Nr | Lokalizacja                       | Szt. | Obwód w pierśnicy [cm] | Uwagi                                             |
| 1  | al. Ossolińskich 12 (Śródmieście) | 3    | 101/42, 48/51, 45/46   | przed budynkami Uniwersytetu Kazimierza Wielkiego |
| 2  | ul. Markwarta 9 (Śródmieście)     | 1    | 45                     | w ogrodzie przydomowym                            |
| 3  | ul. Cicha 19 (Bielawy)            | 2    | 55, 23/56              | przed budynkiem TELDAT-u                          |

### Klony
W Bydgoszczy znajduje się 7 okazów klonów, które uznano za pomniki przyrody.
| Nr | Miejsce                              | Szt. | Gatunek    | Obwód w pierśnicy [cm] | Uwagi                                                     |
| 1  | ul. Kopernika 1 (Śródmieście)        | 2    | srebrzysty | 327, 428               | na boisku Copernicanum                                    |
| 2  | Planty nad Kanałem Bydgoskim (Okole) | 2    | srebrzysty | 275, 331               | w pobliżu zabytkowej śluzy IV                             |
| 3  | ul. Pomorska 33 (Śródmieście)        | 1    | srebrzysty | 319                    | na podwórzu posesji                                       |
| 4  | ul. Chodkiewicza 44 (Bielawy)        | 1    | zwyczajny  | 343                    | w parku Wojewódzkiego Szpitala Dziecięcego                |
| 5  | ul. Maciaszka 120 (Miedzyń)          | 1    | zwyczajny  | 382                    | na niezabudowanej działce, ładnie przebarwia się jesienią |

### Lipy
W Bydgoszczy znajdują się 5 okazów lip, które uznano za pomniki przyrody. Drzewa te nie są odporne na zapylenie powietrza, ani długotrwałe susze, kiedy to gubią liście.
| Nr | Lokalizacja                              | Szt. | Gatunek                      | Obwód w pierśnicy [cm] | Uwagi                                                                                            |
| 1  | ul. Osada 15 (Miedzyń)                   | 1    | drobnolistna                 | 424                    | „Lipa Napoleona”, zły stan zdrowotny, latem 2017 uszkodzona w wyniku nawałnicy                   |
| 2  | park Henryka Dąbrowskiego (Szwederowo)   | 1    | drobnolistna                 | 494                    | przy dolnej alejce spacerowej                                                                    |
| 3  | przy starorzeczu Wisły (Fordon)          | 1    | drobnolistna jedenastopienna | najgrubszy 180         | „Czatownia Wiesława”, powołana w 2011 roku                                                       |
| 4  | ul. W. Reymonta (Śródmieście)            | 1    | srebrzysta                   | 252                    | na zapleczu budynku VI Liceum Ogólnokształcącego                                                 |
| 5  | ul. Wały Jagiellońskie 12 (Stare Miasto) | 1    | szerokolistna                | 264                    | „Barbara”, rośnie na terenie bydgoskiej delegatury NIK; ustanowiona pomnikiem przyrody w 2009 r. |

### Inne gatunki drzew i krzewów
Spośród innych o wymienionych wyżej gatunków, w Bydgoszczy znajduje się 28 okazów pomników przyrody.
| Nr | Gatunek                              | Lokalizacja                                            | Szt. | Obwód w pierśnicy [cm] | Uwagi |
| 1  | bożodrzew gruczołowaty               | ul. Jagiellońska 3 (Śródmieście)                       | 2    | 307 i 377              | przed budynkiem Urzędu Wojewódzkiego od strony ul. Jagiellońskiej                                                                        |
| 2  | cypryśnik błotny                     | park Kazimierza Wielkiego (Śródmieście)                | 2    | 219 i 334              | nad stawami |
| 3  | cypryśnik błotny                     | koło Fary, przy rzece (Stare Miasto)                   | 1    | 193                    | „Miłosz”, na terenie katedry św. Marcina i Mikołaja; uznany pomnikiem przyrody w 2009 r.                                                 |
| 4  | miłorząb dwuklapowy                  | ul. Gimnazjalna 2a (Śródmieście)                       | 1    | 168                    | w ogrodzie |
| 5  | miłorząb dwuklapowy dwuwierzchołkowy | róg ul. Konarskiego i ul. Jagiellońskiej (Śródmieście) | 1    | 91/151                 | na chodniku, odgrodzony ozdobnym płotkiem. Posadzony ok. 1912, od 2014 pomnik przyrody. Wysokość ok. 15 m                                |
| 6  | miłorząb dwuklapowy                  | park Henryka Dąbrowskiego (Szwederowo)                 | 1    | 94                     | przy ul. Filareckiej, nad górnym stawem                                                                                                  |
| 7  | miłorząb dwuklapowy                  | na terenie należącym do spółki „Enea” (Stare Miasto)   | 1    | 154                    | zwany „Enea”; uznany pomnikiem przyrody w 2009 r. okaz żeński                                                                            |
| 8  | jesion wyniosły                      | ul. Mińska 105 (Prądy)                                 | 1    | 264                    | przy śluzie Prądy |
| 9  | surmia                               | ul. Fordońska 6 (Bartodzieje)                          | 2    | 66 i 106               | katalpa zwyczajna, GDDKiA |
| 10 | surmia                               | ul. Jagiellońska 27 (Śródmieście)                      | 1    | 191                    | przed Pałacem Młodzieży, początek ścieżki dydaktycznej                                                                                   |
| 11 | wierzba biała                        | ul. Lisia (Prądy)                                      | 1    | 428                    | przy drodze do EBUD-u |
| 12 | wierzba biała                        | park Henryka Dąbrowskiego (Szwederowo)                 | 1    | 513                    | pomiędzy stawami |
| 13 | buk pospolity                        | ul. Wały Jagiellońskie 12 (Stare Miasto)               | 3    | 299, 265, 213          | „Jarosław”, „Wiesław”, „Jerzy” (odmiana zwisająca); rosną na terenie bydgoskiej delegatury NIK; ustanowione pomnikami przyrody w 2009 r. |
| 14 | sosna pospolita dwupienna            | ul. Świetlicowa                                        | 1    | 193/357                | „Dominika” powołana w 2011 roku |
| 15 | perełkowiec japoński                 | ul. Fordońska 2 (Bartodzieje)                          | 1    | 249                    | obok ronda Fordońskiego |
| 16 | głóg dwuszyjkowy                     | ul. Kołłątaja 4 (Śródmieście)                          | 1    | 176                    | przed budynkiem mieszkalnym |
| 17 | jabłoń niska                         | ul. Gdańska 84 (Śródmieście)                           | 1    | 80                     | w ogrodzie posesji |
| 18 | winobluszcz trójklapowy              | ul. Bernardyńska 6 (Stare Miasto)                      | 1    | -                      | na ścianie frontowej budynku Wydziału Rolniczego Uniwersytetu Technologiczno-Przyrodniczego                                              |
| 19 | lilak pospolity                      | ul. Płocka 8                                           | 1    | na wys. 70 cm – 170    | na terenie posesji |
| 20 | żywotnik zachodni                    | cmentarz przy ul. Kcyńskiej (Górzyskowo)               | 3    | 142, 143 i 165         | północna strona cmentarza |
| 21 | brzoza brodawkowata                  | ul. Świętokrzyska 66 (Mariampol)                       | 1    | 230                    | „Sylwia” na terenie posesji, powołana w 2011 roku                                                                                        |